# Dimitris Lalos
Dimitris Lalos (in greco: Δημήτρης Λάλος; Norimberga, 31 gennaio 1978) è un attore e regista greco, noto per aver interpretato il ruolo di Nasos Economidis nella serie La strada del silenzio (Siopilos dromos).

## Biografia
Dimitris Lalos è nato il 31 gennaio 1978 a Norimberga (Germania). All'età di età di otto anni si recò con la sua famiglia in Germania, dove rimase fino all'età di diciotto anni. Dopo essere tornato in Grecia, gli è capitato di vedere lo spettacolo Suburbia di Helen Scott, al teatro Fournos e poi ha deciso di dedicarsi alla recitazione.

## Carriera

### Carriera teatrale
Dimitris Lalos in collaborazione con Eleni Skotis e Giorgos Hatjinikolaus ha fondato il teatro Epi Colono. Negli anni seguenti ha recitato in opere del repertorio mondiale, sotto la direzione principalmente di Eleni Skotis, ma anche di Giorgos Paloumpis. Gli spettacoli caratteristici in cui ha recitato sono stati: Bug di Tracy Letts, Rottweiler di Guillermo Heras, La Chunga di Mario Vargas Llosa, Kiev di Sergio Blanco, Foxes di Dawn King, ecc.
Nel 2012 per la performance La Chunga è stato insignito per il Premio Dimitris Horn, che viene assegnato al Miglior attore esordiente della passata stagione. Nel 2014 ha partecipato agli Audience Theatre Awards di Athenorama, dove ha ricevuto il premio come Miglior attore, per la performance Foxes. Seguono due collaborazioni con il teatro Nazionale, con registi di fama internazionale come Ludovic Lagarde e Olivier Py, negli spettacoli rispettivamente West Pier e Vitrioli. Quest'ultima opera, infatti, è stata la prima partecipazione del teatro Nazionale al Festival d'Avignone.
Nel 2015 è arrivato il momento il suo momento di visitare il teatro antico di Epidauro con lo spettacolo Oreste di Euripide, con lui nel ruolo del protagonista e diretto da Simos Kakalas. Nel 2017 ha partecipato allo spettacolo teatrale Edipo a Colono di Sofocle, interpretando il ruolo di Polinice, ancora una volta al teatro di Epidauro. Nel 2016 ha fondato la compagnia Tempus Verum, volendo scoprire un nuovo linguaggio e approccio per l'Arte teatrale. La sua sede è ancora il teatro En-Athenais, che è stato ribattezzato Tempus Verum -En-Athenais.
Nel2015, lo stesso anno in cui è apparso per la prima volta in Epidaurus, è stato anche l'anno inaugurale del suo coinvolgimento nella regia. Nel teatro Academia Platonos ha diretto lo spettacolo Stella dai guanti rossi di Iakovos Campanellis. Seguì poi To Tavli di Dimitris Kehaidis, inizialmente allo stesso teatro e successivamente al teatro Apothecia.
Dal 2016, quando ha fondato Tempus Verum ad Atene, ha voluto esplorare strade diverse da quelle del realismo. Così, nelle sue produzioni successive, come The Disease of Youth di Ferdinand Bruckner, The Lungs di Duncan Macmillan, The Ugly di Marius von Mayenburg, ma anche Nijinsky - The Prophecy of Fire di Christoforos Christofis, ha voluto sperimentare una prospettiva più cinematografica dell'evento teatrale, mettendo in primo piano la Parola scritta. Ha voluto riavvicinare il rapporto tra lo spettatore e l'evento performativo, facendo dello Spettatore un componente essenziale e in alcuni casi attivo della performance. Nel campo della Tragedia antica, per quanto riguarda la direzione, si è occupato di riavvicinarla, ma non nel senso di modernizzarla, ma di decodificarla, volendo illuminare anche qui la Parola del testo. Un esempio di questa ricerca registica è l'opera teatrale Antigone di Sofocle, presentata al Teatro comunale de Il Pireo.
Nel 2018 nell'ambito della sua voglia di Ricerca e Sperimentazione negli ambiti del Teatro e del Cinema, ha fondato la Piccola accademia. È un organismo organizzato di educazione artistica post laurea, in quanto si rivolge ad attori professionisti, studenti e diplomati delle scuole di recitazione, nonché artisti attivi dello spettacolo in generale. In collaborazione con noti attori, registi e docenti di teatro e cinema, la Piccola accademia, sostiene l'apprendimento permanente degli artisti, consentendo agli studenti di continuare la loro formazione al di fuori della Scuola, consentendo allo stesso tempo ai docenti (che sono essi stessi professionisti attivi) di ricercare e sperimentare, avendo già le mani su artisti formati.

### Carriera di recitazione
Dimitris Lalos accanto al suo lavoro con il Teatro si dedicò anche all'altro sua grande passione, la recitazione. È membro della Hellenic Cinema Academy, mentre i film più importanti in cui ha recitato sono: I kardia tou ktinous diretto da Renos Haralambidis, Oi aisthimaties diretto da Nik Triantafyllidis, Nocturne diretto da Konstantinos Frangopoulos, Adults in the Room diretto da Costa-Gavras, Cosmic Candy diretto da Rinio Dragasaki, Kala azar diretto da Janis Rafailidou, Mikrá ómorfa áloga diretto da Michalis Konstantatos, Saison Morte diretto da Thanassis Totsikas, 18 diretto da Vasilis Douvlis e Ageli provaton diretto da Dimitris Kanellopoulos. Ha recitato anche in cortometraggi come Paramythas diretto da Siamak Etemadi, Relations diretto da Ermandos Sousis, Ditika tis Edem diretto da Zafeiris Haitidis, O skylos diretto da Nikos Labôt, Seven Fifteen diretto da Rafika Chawishe, Avalon diretto da Takis Papanastasiou e Simera gamos ginetai diretto da Nicolas Kolovos ed ha anche diretto il cortometraggio Without. Oltra a recitare al cinema ha recitato anche nelle serie Piatsa Kolonaki, I teleftaia parastasi, Klemmeni zoi, Se eida..., Alithinoi erotes, Matomena homata, La strada del silenzio (Siopilos dromos) e Sasmos.

### Carriera di insegnante
Dimitris Lalos dal 2014 conduce seminari e workshop di recitazione, che hanno un carattere di ricerca e attraversano l'intero spettro della recitazione teatrale (dalla tragedia ad Arthur Miller e al teatro contemporaneo), mentre conduce anche seminari di recitazione sulla telecamera. Al centro del suo insegnamento investigativo c'è il raggiungimento della verità scenica e la manipolazione della Parola.

## Vita privata
Dimitris Lalos è sposato con Elena Mavridou.

## Filmografia

### Attore

#### Cinema
- I kardia tou ktinous, regia di Renos Haralambidis (2005)
- Oi aisthimaties, regia di Nik Triantafyllidis (2014)
- Nocturne, regia di Konstantinos Frangopoulos (2016)
- Adults in the Room, regia di Costa-Gavras (2019)
- Cosmic Candy, regia di Rinio Dragasaki (2020)
- Kala azar, regia di Janis Rafailidou (2020)
- Mikrá ómorfa áloga, regia di Michalis Konstantatos (2020)
- Saison Morte, regia di Thanassis Totsikas (2021)
- 18, regia di Vasilis Douvlis (2021)
- Ageli provaton, regia di Dimitris Kanellopoulos (2021)

#### Televisione
- Piatsa Kolonaki – serie TV (2005)
- I teleftaia parastasi – serie TV (2006)
- Klemmeni zoi – serie TV (2007-2008)
- Se eida... – serie TV (2008)
- Alithinoi erotes – serie TV (2008)
- Matomena homata – serie TV (2009)
- La strada del silenzio (Siopilos dromos) – serie TV, 13 episodi (2021)
- Sasmos – serie TV (2021-2022)

#### Cortometraggi
- Paramythas, regia di Siamak Etemadi (2003)
- Relations, regia di Ermandos Sousis (2008)
- Ditika tis Edem, regia di Zafeiris Haitidis (2009)
- O skylos, regia di Nikos Labôt (2009)
- Seven Fifteen, regia di Rafika Chawishe (2012)
- Avalon, regia di Takis Papanastasiou (2012)
- Simera gamos ginetai, regia di Nicolas Kolovos (2012)

### Regista

#### Cortometraggi
- Without, regia di Dimitris Lalos (2006)

## Doppiatori italiani
Nelle versioni in italiano dei suoi film e delle sue serie TV, Dimitris Lalos è stato doppiato da:
- Giuseppe Ippoliti[22] ne La strada del silenzio[23]

## Riconoscimenti
- Hellenic Film Academy Awards
  - 2022: Candidato come Miglior attore per Ageli provaton